# Bilibinskite
La bilibinskite est un minéral tellurure d'Au – Cu – Pb. C'est un minéral qui est nommé d'après le géologue soviétique Youri Bilibin (en) (1901–1952), qui étudia la géologie des gisements d'or à l'époque de l'URSS.

## Propriétés
La bilibinskite est un minéral métallique dont la couleur varie du bronze opaque au brun clair ou au rose brunâtre. Il a un éclat sub-métallique, un trait marron et ne présente pas de clivage. La bilibinskite cristallise dans le systéme cubique. Il a une densité relative élevée de 14,27. Le minéral a une dureté de 4,5 à 5 et n'est pas radioactif.

## Occurrence
La bilibinskite est un minéral très rare qui s'est formé dans les zones d'altération des tellurures d'or (en). La localité type est la péninsule du Kamtchatka (gisement d'or d'Aginskoe) dans l'Extrême-Orient russe, où le minéral fut découvert en 1978. Il a également été découvert dans les gisements hypogènes du Kazakhstan, du Xinjiang et de Touva.